# Allium neriniflorum
Allium neriniflorum — вид рослин з родини амарилісових (Amaryllidaceae); поширений у центрально-східній Азії.

## Опис
Цибулина поодинока, від яйцювато-кулястої до майже кулястої, 1–2 см в діаметрі; зовнішня оболонка сірувато-чорна. Листки від рівних до довших від стеблини, 1–3 мм завширшки, у перерізі від півкруглих до круглих, шершаво-зубчасті на кутах. Стеблина (15)20–50 см, кругла в перерізі, вкрита листовими піхвами лише біля основи. Зонтик малоквітковий. Оцвітина зірчасто-розлога, від червоної до пурпурної, рідко біла; сегменти яйцювато-довгасті або від вузькояйцюватих до зворотнояйцювато-довгастих, 7–10 × 2–3.2 мм, з'єднані біля основи у трубу 2–3 мм, верхівки тупі або з загостренням; внутрішні зазвичай довші і ширші, ніж зовнішні. Період цвітіння й плодоношення: липень — серпень.

## Поширення
Поширення: Монголія, Китай — Хебей, Хейлунцзян, Цзілінь, Ляонін, Внутрішня Монголія, Росія — Забайкальський край.
Населяє схили, вологі місця, луки, піщані місця на узбережжі; від приблизно рівня моря до 2000 м.